# Entomacrodus
Entomacrodus es un género de peces de la familia de los blénidos en el orden de los Perciformes.

## Especies
Existen las siguientes especies en este género:
- Entomacrodus cadenati (Springer, 1967)
- Entomacrodus caudofasciatus (Regan, 1909)
- Entomacrodus chapmani (Springer, 1967)
- Entomacrodus chiostictus (Jordan y Gilbert, 1882)
- Entomacrodus corneliae (Fowler, 1932)
- Entomacrodus cymatobiotus (Schultz y Chapman, 1960)
- Entomacrodus decussatus (Bleeker, 1858)
- Entomacrodus epalzeocheilos (Bleeker, 1859)
- Entomacrodus lemuria (Springer y Fricke, 2000)
- Entomacrodus lighti (Herre, 1938)
- Entomacrodus longicirrus (Springer, 1967)
- Entomacrodus macrospilus (Springer, 1967)
- Entomacrodus marmoratus (Bennett, 1828)
- Entomacrodus nigricans (Gill, 1859)
- Entomacrodus niuafoouensis (Fowler, 1932)
- Entomacrodus randalli (Springer, 1967)
- Entomacrodus rofeni (Springer, 1967)
- Entomacrodus sealei (Bryan y Herre, 1903)
- Entomacrodus solus (Williams y Bogorodsky, 2010)
- Entomacrodus stellifer (Jordan y Snyder, 1902)
- Entomacrodus strasburgi (Springer, 1967)
- Entomacrodus striatus (Valenciennes, 1836)
- Entomacrodus textilis (Valenciennes, 1836)
- Entomacrodus thalassinus (Jordan y Seale, 1906)
- Entomacrodus vermiculatus (Valenciennes, 1836)
- Entomacrodus vomerinus (Valenciennes, 1836)
- Entomacrodus williamsi (Springer y Fricke, 2000)